# 科爾多瓦 (內布拉斯加州)
科爾多瓦（英語：Cordova）是位於美國內布拉斯加州蘇厄德縣的村。

## 人口
根據2020年美國人口普查的數據，科爾多瓦的面積為0.64平方千米，皆為陸地。當地共有人口92人，而人口密度為每平方千米144人。